# Cầu Bình Khánh
Cầu Bình Khánh là cây cầu dây văng đường bộ đang được thi công xây dựng nằm trong dự án đường cao tốc Bến Lức – Long Thành thuộc tuyến đường cao tốc Bắc – Nam phía Đông. Cầu Bình Khánh bắc qua sông Soài Rạp, nối hai huyện Nhà Bè và Cần Giờ của Thành phố Hồ Chí Minh, Việt Nam. Cầu sẽ được xây dựng từ tháng 8 năm 2015 và ban đầu dự kiến hoàn thành vào tháng 7 năm 2019. Tuy nhiên đến ngày 28 tháng 6 năm 2025, dự án chính thức được hợp long.
Cầu Bình Khánh có tổng chiều dài 2.764 m, rộng 21,75 m với bốn làn xe lưu thông. Nhịp chính cầu dài 375 m, hai trụ cầu cao 155 m, tĩnh không 55 m, cầu Bình Khánh cùng với cầu Phước Khánh sẽ là hai cây cầu có khổ tĩnh không thông thuyền lớn nhất Việt Nam khi hoàn thành xây dựng.

## Thông tin kỹ thuật
- Kiểu cầu: cầu dây văng
- Tổng chiều dài: 2.763,5 m[2]
  - Khẩu độ nhịp chính: 375 m
  - Sơ đồ nhịp toàn cầu: 187.25 + 375 + 187.25 m = 749.5 m
  - Cầu vượt đường Nguyễn Văn Tạo: 60 + 2 × 100 + 60 = 320 m
  - Cầu dẫn phía đông: 56 + 11 × 70 + 56 = 882 m
  - Cầu dẫn phía tây: 56 + 10 × 70 + 56 = 812 m
- Mặt cắt ngang cầu: 21,75 m
- Chiều cao trụ cầu: 155 m
- Tĩnh không lưu thông thuyền: 55 m
- Tốc độ thiết kế giai đoạn 1: 80 km/h; giai đoạn 2: 100 km/h